# Alexander Vasilyevich Alexandrov
Alexander Vasilyevich Alexandrov (em russo:  Александр Васильевич Александров, Aleksandr Vasilevich Aleksandrov; 13 de abril de 1883 – 8 de julho de 1946) foi um compositor soviético  fundador da Alexandrov Ensemble, escreveu a música para o hino nacional da União Soviética que, em 2001, se tornou o hino nacional da Rússia (com nova letra). Durante sua carreira trabalhou também como professor do Conservatório de Moscovo, e tornou-se Doutor em Artes. Seu trabalho foi reconhecido pela atribuição do título de Artista do Povo da URSS e de dois Prêmio Stalin.

## Biografia
Ele nasceu em 13 de abril (1º no calendário Juliano) de 1883 na aldeia de Plakhino, localizada no distrito de Mikhailovsky, Governadoria de Riazã, região que atualmente integra o distrito de Zakharovsky, Oblast de Riazã. Sua família era composta por camponeses. Entre 1890 e 1892, frequentou a escola zemstvo e também integrava o coro escolar. Em 1891, mudou-se para São Petersburgo, onde passou a cantar no coro da Catedral de Cazã. Em 1898, concluiu seus estudos de canto na Escola Paroquial de Canto da Igreja de Cazã, em São Petersburgo. 
Desde 1897, foi aluno das classes de regência do Coro da Capela da Corte (hoje conhecida como Escola Coral M. I. Glinka). Ao finalizar seus estudos em 1900, recebeu o título de regente. Posteriormente, ingressou no Conservatório de São Petersburgo, onde estudou composição sob a orientação de Alexander Glazunov e Anatoly Lyadov. Contudo, em 1902, foi obrigado a interromper sua formação devido a problemas de saúde e dificuldades financeiras. Por conta disso, mudou-se para Bologoye, onde trabalhou como maestro do coro da catedral e lecionou arte coral na escola técnica ferroviária local. 
A partir de 1906, estabeleceu-se em Tver e assumiu a posição de regente do coro episcopal da Catedral da Transfiguração. Além disso, dirigiu coros em diversas instituições educacionais, incluindo o Seminário Teológico de Tver, que era liderado na época pelo Arquimandrita Veniamin Fedchenkov. Durante esse período, compôs uma sinfonia e um poema sinfônico intitulado "Morte e Vida".
Em 1909, ele deu continuidade aos seus estudos no Conservatório de Moscou, onde se formou em 1913 com uma medalha de prata em composição, orientado por Sergei Vasilenko. Em 1916, concluiu também o curso de canto sob a orientação de Umberto Mazetti. A partir de 1913, retornou a Tver, onde organizou e dirigiu apresentações musicais com uma orquestra, solistas e um coro. Entre suas realizações, destacam-se a encenação da ópera A Dama de Espadas (1913) e a interpretação de trechos das óperas Eugene Onegin (1914), ambas de Piotr Tchaikovsky, além de Fausto de Charles Gounod, Uma Vida para o Czar de Mikhail Glinka e Rusalka de Aleksandr Dargomyzhsky. Nesses eventos, ele exerceu múltiplos papéis, incluindo diretor, maestro, mestre de coro e até cantor. Em apresentações caseiras, interpretou o papel de Lensky em Eugene Onegin e Chekalinsky em A Rainha de Espadas. 
Em 1915, fundou e dirigiu uma escola de música em Tver que, contudo, encerrou atividades em 1918 devido à sua mudança para Moscou. Entre 1918 e 1922, atuou como maestro do coro da Catedral de Cristo Salvador. De 1919 a 1930, lecionou composição e canto coral na Escola de Música dedicada a Alexander Scriabin (atualmente conhecida como Escola Acadêmica de Música do Conservatório de Moscou). Paralelamente, desde 1919, foi assistente do chefe do 2º grupo do Primeiro Coro Estatal. 
Entre 1921 e 1923, e novamente entre 1926 e 1930, foi maestro da Capela do Coro Estatal (hoje Capela do Coro Acadêmico Estatal da Rússia em homenagem a A. A. Yurlov). Além disso, exerceu o cargo de maestro no Teatro de Câmara (1922-1928) e atuou como consultor do Teatro de Ópera Estatal dedicado a Konstantin Stanislavsky e do Teatro Musical em homenagem a Vladimir Nemirovich-Danchenko (atualmente conhecido como Teatro Musical Acadêmico de Moscou em homenagem a K. S. Stanislavsky e V. I. Nemirovich-Danchenko), permanecendo neste último entre 1928 e 1930. Todas essas atividades ocorreram em Moscou.
Em 1918, iniciou suas atividades como professor de solfejo, polifonia, regência e habilidades corais. Entre 1926 e 1929, lecionou em uma classe coral na Faculdade de Instrutores e Pedagogia. De 1932 a 1934, assumiu a chefia do departamento coral. A partir de 1940, passou a atuar como reitor da Faculdade de Regência e Coral, cargo que evoluiu em 1942 para reitor das faculdades combinadas de Regência, Coral, Música e Pedagogia do Conservatório de Moscou. Ele também atuava como professor desde 1922. 
Entre seus numerosos alunos destacam-se figuras notáveis como Klavdyi Ptitsa, Vladislav Sokolov, Dmitry Kabalevsky, Kirill Kondrashin, entre outros. Juntamente com Vladislav Blazhevich, foi impulsionador da criação, em 1928, de uma classe de maestros militares, que mais tarde se tornou a base da Faculdade Militar do Conservatório de Moscou (instituída formalmente em 1935 e renomeada em 2006 como Instituto Militar da Universidade Militar do Ministério da Defesa da Federação Russa). Entre 1929 e 1936, exerceu ainda a função de vice-reitor da Faculdade Militar.
Desde 1928, atuou como organizador, juntamente com F. N. Danilovich e P. I. Ilyin, além de diretor musical do Conjunto de Canções do Exército Vermelho da Casa Central do Exército Vermelho em homenagem a M. Frunze (atualmente conhecido como Conjunto de Canto e Dança do Exército Russo, em homenagem a A. V. Alexandrov). A partir de 1937, assumiu os papéis de chefe, diretor artístico e maestro principal do grupo, com o qual realizou turnês por toda a União Soviética e diversos países estrangeiros, como Tchecoslováquia, Mongólia, Finlândia, Polônia, França, Canadá e China. Em 1937, conquistou o Grande Prêmio na Exposição Mundial de Paris. 
Simultaneamente, desde 1936, assumiu o cargo de diretor artístico do Conjunto de Canto e Dança da Casa Central dos Jovens Pioneiros. No ano seguinte, foi o idealizador e primeiro diretor artístico do Conjunto de Canto e Dança do Palácio da Cidade de Moscou dos Pioneiros e Outubristas (hoje nomeado em homenagem a V. S. Loktev). Durante a Segunda Guerra Mundial, compôs canções de grande repercussão, incluindo "Guerra Sagrada" (junho de 1941), "Vamos! Vamos!" e "Invencível e Lendário", entre outras.
Em 1943, baseando-se em seu "Hino do Partido Bolchevique", ele compôs uma melodia imponente que, a partir de 1944, tornou-se oficialmente o hino da União Soviética. A letra foi criada por El-Registan e Sergei Mikhalkov, com ajustes feitos pelo próprio Stalin. Desde 2000, essa melodia serve como base para o Hino Nacional da Rússia. Ele também foi membro do Comitê Investigativo da URSS. 
Faleceu aos 64 anos,  em 8 de julho de 1946, vítima de um ataque cardíaco (ruptura miocárdica), enquanto estava em Berlim durante a turnê europeia do Conjunto Alexandrov (Red Banner Ensemble). No dia seguinte, 9 de julho, o corpo foi levado a Moscou, e a partir das 19h o público pôde prestar homenagens no Salão da Bandeira Vermelha da Casa Central do Exército Vermelho . O enterro ocorreu em 10 de julho no Cemitério Novodevichy, na seção nº 3.

## Prêmios e títulos
- Artista Homenageado da RSFSR (1933) [6]
- Artista do Povo da URSS ( 1937) [7][8][9]
- Doutor em Artes (1940)
- Prêmio Stalin, Primeiro Grau (1942) – pelo “ Hino do Partido Bolchevique ” e canções do Exército Vermelho [10]
- Prêmio Stalin, Primeiro Grau (1946) - para atividades de concerto e performance
- Ordem de Lenin (1943) - em conexão com o 60º aniversário e 40º aniversário da atividade criativa
- Ordem da Bandeira Vermelha do Trabalho (1939) [11]
- Ordem da Estrela Vermelha (1935)
- Ordem do Leão Branco, 3ª classe (Checoslováquia, 1946)
- Medalha "Pela Defesa de Moscou"
- Medalha "Pela Vitória sobre a Alemanha na Grande Guerra Patriótica 1941-1945"
- Medalha "Pelo Trabalho Valente na Grande Guerra Patriótica 1941-1945"

## Memória

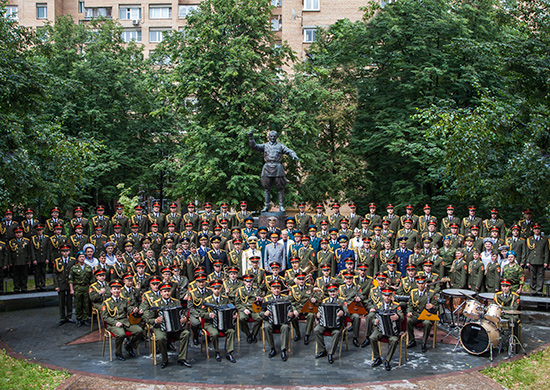
Conjunto Acadêmico de Canto e Dança do Exército Russo perto do monumento a Alexander Alexandrov

- O nome de Alexander Alexandrov foi dado ao Conjunto Acadêmico de Canto e Dança do Exército Russo.
- Uma escola na aldeia de Plakhino, no Oblast de Riazã, recebeu o nome de Alexander Alexandrov [12].
- A Sala de Concertos Estatal "Alexandrovsky" (Moscou) recebeu o nome de Alexander Alexandrov.
- O Primeiro Corpo de Cadetes Musicais do Instituto Estatal de Cultura de Moscou (MGIK) recebeu o nome de Alexander Alexandrov.
- Em 2003, um busto e um museu foram inaugurados na aldeia natal do músico, Plakhino, localizado em uma escola que leva seu nome. Também na fachada da antiga escola da aldeia de Plakhino, onde Alexander Alexandrov estudou, foi instalada uma placa memorial [13].
- Uma placa memorial a Alexander Alexandrov foi instalada na Calçada da Fama em Moscou.
- Em 1971, o Ministério da Cultura da URSS e a União dos Compositores da URSS estabeleceram as Medalhas de Ouro e de Prata em homenagem a Alexander Alexandrov por conquistas na criação de música militar-patriótica e, em 2005, o Ministério da Defesa da Rússia  estabeleceu a medalha "Major-general Alexander Alexandrov" .
- No filme épico Batalha por Moscou (1985), Alexander Alexandrov foi interpretado pelo ator Anatoly Ivanov.
- Vários conservatórios russos criaram bolsas de estudo com o nome de Alexander Alexandrov.
- Uma placa memorial foi instalada na casa onde Alexander Alexandrov viveu [14].
- Em 13 de abril de 2013, no 130º aniversário do nascimento de Alexandrov, um monumento a ele foi inaugurado em Moscou, no parque em frente à casa nº 20 na Zemledelchesky Lane , onde o conjunto está localizado hoje (escultor A. Taratynov, arquiteto M. Korsi).
- Em 2014, em Riazã, no parque da Rua Sovetskaya Armiya, foi inaugurado um monumento a Alexander Alexandrov [15]. A própria praça agora leva seu nome.
- Uma placa memorial a Alexander Alexandrov foi inaugurada no prédio do departamento de história da Universidade Estadual de Tver
- A aeronave Airbus A321-200 RA-73724 da Aeroflot recebeu o nome de Alexander Alexandrov [16][17].